# N9 (België)
De N9 is een gewestweg in België. Het is een van de negen grote N-wegen die vanuit de hoofdstad Brussel in het centrum van het land tot aan de grenzen lopen. De N9 loopt vanaf de Gentse Poort op de Brusselse Kleine Ring naar de kust via Asse, Aalst, Gent, Eeklo en Brugge tot in Oostende waar de weg in de buurt van de voorhaven aansluit op de Koninklijke Baan. De weg heeft een lengte van ruim 116 kilometer.
Vroeger had de weg over vrijwel de gehele lengte een oud 'steenwegprofiel' (3 stroken waarvan de middelste voor beide richtingen te gebruiken is), dit resulteerde in vele dodelijke ongevallen. Tegenwoordig is dit omwille van de veiligheid op de meeste plaatsen gewijzigd in een 1x2-configuratie met een middenberm. Vóór 1985 heette deze weg de N10, vandaar dat de vervangende autosnelweg de A10 werd genoemd. Tegenwoordig vormt de A10/E40 een veel sneller alternatief om van Brussel naar Oostende te rijden.

## Traject

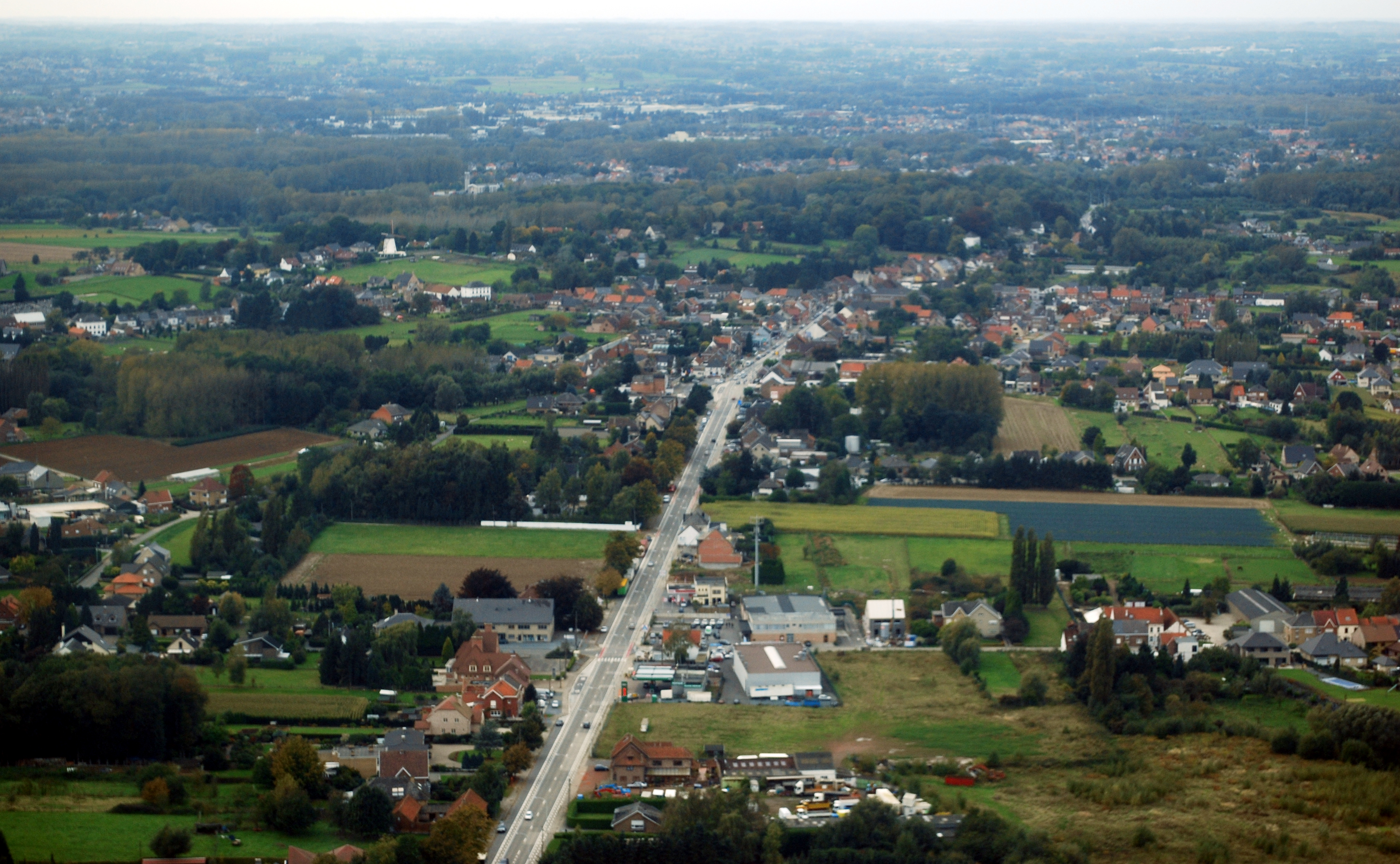
Brusselbaan in Hekelgem

De weg vertrekt aan de Kleine Ring op de westgrens van Brussel aan de Vlaamse Poort. De N9 loopt verder door de gemeenten Sint-Jans-Molenbeek en Sint-Agatha-Berchem in de Brusselse agglomeratie en verlaat daarna het Brussels Hoofdstedelijk Gewest.
In Zellik loopt de weg net ten noorden van de verkeerswisselaar van Groot-Bijgaarden onder de Grote Brusselse Ring, waarmee er een op- en afrit is. Het huidige tracé loopt daarna ten noorden om de dorpskern van Zellik via een weg met snelwegprofiel, aangelegd in de tweede helft van de jaren 90. Daarna loopt de weg nog door het dorpscentrum van Asse en de gehuchten Krokegem en Asse-ter-Heide. Via Hekelgem in de gemeente Affligem loopt de weg de provincie Oost-Vlaanderen in. 
Via Erembodegem (deelgemeente van Aalst) loopt de N9 richting het centrum van Aalst. De weg loopt er niet verder door het stadscentrum, maar maakte een halve ring rond het zuiden van de stadskern om daarna weer aan te sluiten op de oude westelijke uitvalsweg uit de stad.
Langs de wijk Vijfhuizen gaat de N9 verder westelijk over het grondgebied van Erpe en Erondegem in Erpe-Mere. In de gemeente Lede loopt de N9 ten zuiden van het gehucht Papegem en door de dorpskern van Oordegem. Daarna loopt de weg over het grondgebied van de Wetterense deelgemeenten Westrem en Massemen en langs het gehucht Kwatrecht. In Melle loopt de N9 enkele honderden meters ten zuidwesten van de rechtgetrokken loop van de Schelde. De weg loopt door het dorpscentrum van Melle, steekt daarna de Gentse Ringvaart over en loopt onder de Gentse ringweg R4, waarmee er een op- en afrit is. Via de wijk Vogelhoek verlaat de weg Melle.
De weg loopt dan de stad Gent in via deelgemeente Gentbrugge. De Gentse tramlijn 21 volgt vanaf hier het tracé van de N9 naar het stadscentrum en rijdt er een eind op een eigen bedding op de middenberm. De N9 loopt in Gentbrugge onder de autosnelweg A14/E17 en heeft hiermee een op- en afrit. Via deelgemeente Ledeberg bereikt men het stadscentrum aan de Keizerpoort of Brusselse Poort, waarlangs de Gentse stadsring R40 loopt. De N9 verlaat de stad Gent in het noordwesten via deelgemeente Mariakerke en loopt hier ruim 4 kilometer op de noordelijk oever van het Kanaal Gent-Brugge. De weg gaat hier nog onder de R4, waarmee er opnieuw een op- en afrit is, en steekt opnieuw de Ringvaart (grens met Evergem) en de Nieuwe Kale) over, beide via de Nieuwekalebrug, en vlak daarna de Lieve, grens met de gemeente Lievegem.
In Lovendegem verlaat de N9 de kanaaloever en buigt noordwaarts af. Via het gehucht Beke op de grens van de andere Lievegemse deelgemeenten, Zomergem en Waarschoot, loopt de weg langs het centrum van Waarschoot en de wijk Kere. Daarna loopt de N9 de stad Eeklo binnen en buigt er weer westwaarts af, dwars over de Markt en door het stadscentrum. In het gehucht Balgerhoeke wordt het Schipdonkkanaal overgestoken en via het centrum van Adegem loopt de weg naar het centrum van Maldegem. Het huidige tracé van de N9 loopt niet er meer door het oude centrum, maar loopt daar in een boog ten zuiden langs. In het westen van het centrum wordt weer het oude tracé gevolgd richting West-Vlaanderen.

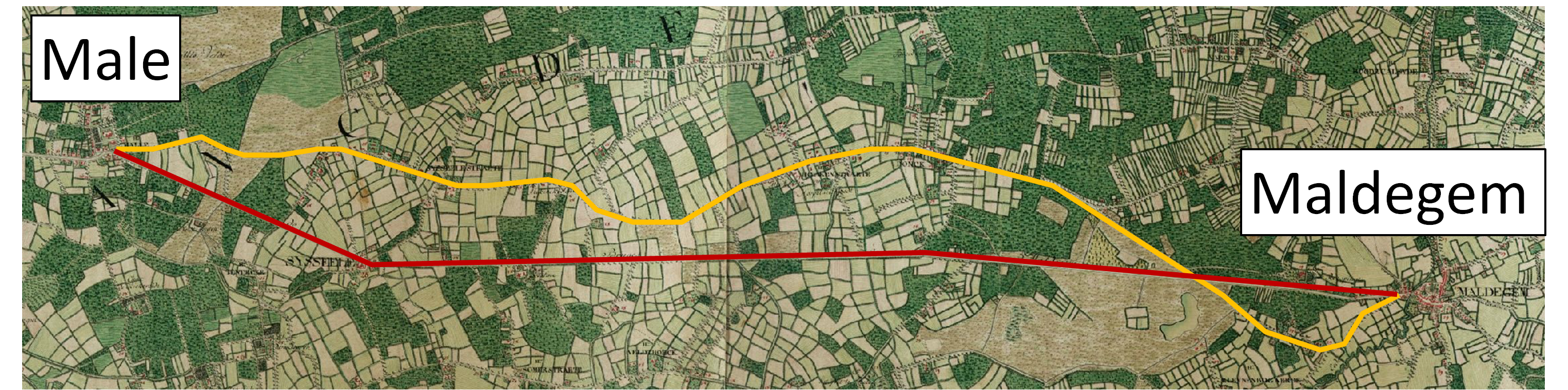
Vergelijk op de Ferrariskaart het kronkelend verloop van de Antwerpse Heirweg (in het geel) tussen Male en Maldegem met de later aangelegde steenweg op het huidige traject van de N9 (in het rood).

In de gemeente Damme loopt de N9 door het dorpscentrum van Sijsele. Langs het domein Ryckevelde en Male loopt de weg de Brugse deelgemeente Sint-Kruis in. De weg bereikt het stadscentrum van Brugge ter hoogte van de Kruispoort. Via de Ezelpoort en de wijk Scheepsdale loopt de N9 weer uit de stad. In Sint-Pieters-op-den-Dijk wordt het Kanaal Brugge-Oostende overgestoken via de Scheepsdalebrug, loopt de weg onder de N31/E403 en De Polders in.
Daar loopt de weg over het grondgebied van de Zuienkerkse deelgemeente Meetkerke en Houtave, waar de weg afbuigt en 10 kilometer de Noordede volgt, over het grondgebied van Vlissegem en Klemskerke naar Bredene. In Bredene loopt de N9 in de wijk Sas-Slijkens ruim een kilometer langs het Kanaal Brugge-Oostende, dat het oversteekt om te eindigen in Oostende op de N34.

## Geschiedenis
Het oudste verharde deel van de weg is het gedeelte tussen Brussel via Asse en Aalst naar Gent. Dit deel werd door de Franse bezetter aangelegd tijdens de Spaanse Successieoorlog tussen 1704 en 1718.

## Straatnamen
In de verschillende gemeenten is de weg vaak een opvolging van verschillende straten, met verschillende straatnamen.
| Sint-Jans-Molenbeek / Molenbeek-Saint-Jean - Steenweg op Gent / Chaussée de Gand Sint-Agatha-Berchem / Berchem-Sainte-Agathe - Gentsesteenweg / Chaussée de Gand - Steenweg op Zellik / Chaussée de Zellik Dilbeek - Nieuwe Gentsesteenweg Asse - Nieuwe Steenweg - Brusselsesteenweg - Zuiderlaan - Pontbeek - Brusselsesteenweg - Stationsstraat - Weverstraat - Gemeenteplein - Steenweg - Kalkoven - Nerviërsstraat - Gentsesteenweg Affligem - Brusselbaan Aalst - Brusselbaan - Brusselse Steenweg - Alfred Nichelsstraat - De Gheeststraat - Burgemeestersplein - Parklaan - Leo de Béthunelaan - Capucienenlaan - Gentsesteenweg Erpe-Mere - Gentsesteenweg | Lede - Gentsesteenweg - Grote Steenweg Wetteren - Brusselsesteenweg Melle - Brusselsesteenweg Gent - Brusselsesteenweg - Palinghuizen - Brugsevaart Evergem - Brugse Steenweg Lovendegem - Grote Baan Waarschoot - Veldeken Zomergem - Grote Baan Waarschoot - Leeuw Van Vlaanderenlaan - Hendrik Consciencelaan - Guido Gezellelaan - Dam Eeklo - Gentsesteenweg - Koningin Astridplein - Stationsstraat - Markt - Molenstraat - Leopoldlaan - Zeelaan | Maldegem - Prins Boudewijnlaan - Staatsbaan - Koning Leopoldlaan - Koningin Astridlaan - Brugse Steenweg - Kronekalseide Damme - Gentse Steenweg - Dorpsstraat - Bruggesteenweg Brugge - Maalse Steenweg - Buiten Kruisvest - Fort Lapin - Komvest - Koningin Elisabethlaan - Scheepsdalelaan - Blankenbergse Steenweg - Oostendse Steenweg Zuienkerke - Oostendse Steenweg De Haan - Brugse Baan Bredene - Brugsesteenweg - Prinses Elisabethlaan Oostende - Prins Albertlaan |

## Trivia
- Via de N9 is Leopold I met de koets van Oostende naar Laken gevoerd, waar hij op 21 juli 1831 de eed aflegde.
- In Eeklo is Muziekclub N9 genoemd naar deze weg.

## Aftakkingen

### N9a
De N9a is een korte gewestweg in Sint-Agatha-Berchem. De weg vormt een lijn tussen de Gentsesteenweg en Brusselsesteenweg, met halverwege het treinstation Sint-Agatha-Berchem. De weg heeft (ononderbroken gemeten) een lengte van ongeveer 950 meter en kruist de R20. Vroeger was er ook een overweg op de spoorlijn 50. Deze route was de oude route van de N9.

### N9b
De N9b is een verbindingsweg in de plaats Zellik die de N9 via de Pastoor Cooremansstraat met de A10 E40 richting Brussel verbindt. De weg heeft een lengte van ongeveer 750 meter. Tevens maakt over een afstand van ongeveer 250 meter het doorgaande verkeer over de N9 vanuit de richting Aalst naar Brussel gebruik van de N9b. Dit doorgaande verkeer moet vervolgens de N9h opdraaien om uiteindelijk de N9 verder te kunnen vervolgen.

### N9c
De N9c is een 2 kilometer lange verbindingsweg van de N9 in de plaats Zellik over de Brusselsesteenweg. De weg verbindt de N9 in de buurt van Molenweg met de N9 op de Zuiderlaan. Het eerste stukje van ongeveer 70 meter van de weg is eenrichtingsverkeer en alleen te berijden vanuit Aalst naar Brussel toe. Deze route was de oude route van de N9.

### N9d
De N9d is een 3,7 kilometer lange verbinding door de plaats Maldegem. De route gaat vanaf de N9 over de Gentsesteenweg, Mevrouw Courtmanslaan, Marktstraat, Westeindestraat en Brugsesteenweg waar het aansluit op de rotonde van de N9 en de N498. Onderweg gaat de route onder de N44 door en kruist het in het centrum de N410a.
De route van de N9d was de oude route van de N9.

### N9e
De N9e is een 1,2 kilometer lange parallelweg van de N9 in de plaats Zellik. De route begint bij de afrit van de N9 bij het treinstation Zellik en verloopt via de Doornveld langs de Industriezone Doornveld naar de kruising met de N9 Kortemansstraat.

### N9f

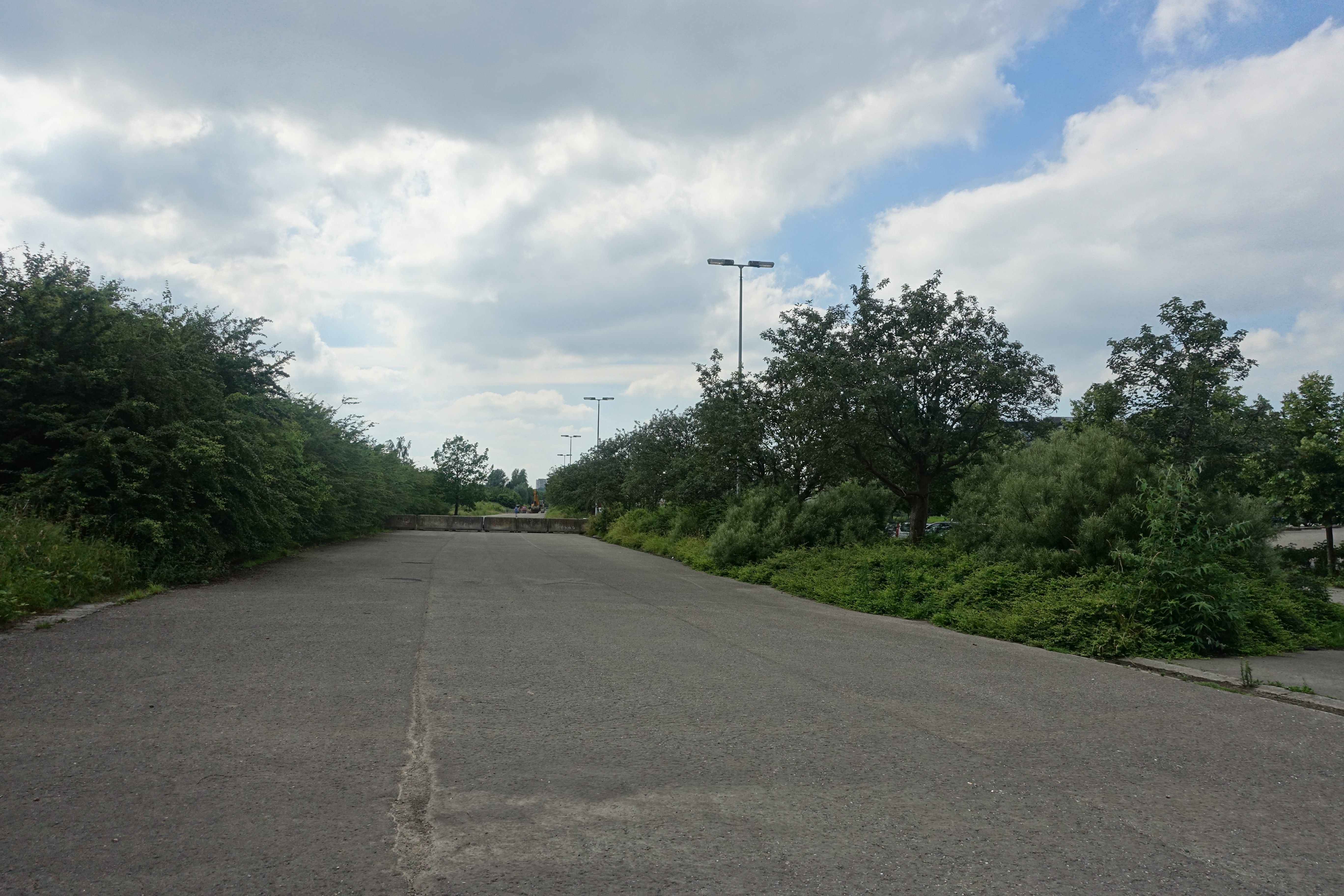
Ongebruikt deel van de N9f in Zellik, aangelegd met 2x2 profiel

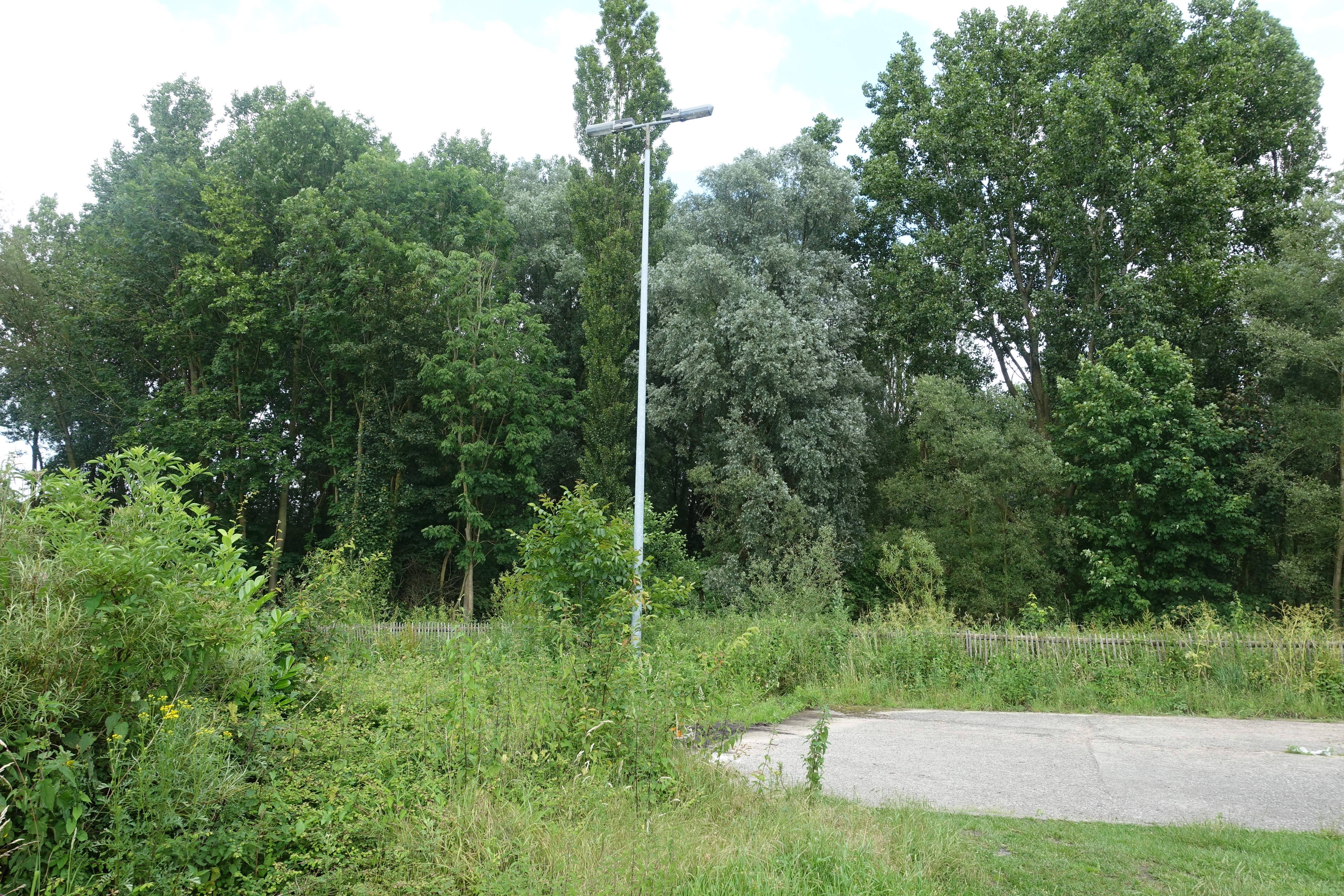
Einde van de N9f op de grens van het Vlaamse en het Brusselse Gewest (Zellik / Ganshoren).

De N9f is een aftakking van de N9 in de plaats Zellik. De 850 meter lange route loopt over de Pontbeek langs het Research Park Asse. De weg werd aangelegd met 2x2 profiel met het doel deze door te trekken via Ganshoren tot Jette. Deze plannen werden niet uitgevoerd, waardoor vandaag slechts de helft van het wegprofiel in gebruik is.

### N9g
De N9g is een 300 meter lange verbinding bij Houtave tussen de N9 en de N307. Dit was de oude route van de N9 voordat het kruispunt tussen de N9 en de N307 werd vervangen door een rotonde. De route is tegenwoordig niet meer begaanbaar voor het doorgaande verkeer.

### N9h
De N9h is een 180 meter lange verbindingsweg in de N9 in de plaats Zellik. De weg die ingericht is voor eenrichtingsverkeer vormt een onderdeel van het doorgaande verkeer over de N9 vanuit Aalst naar Brussel toe. De route gaat over de Alfons Gossetlaan.

### N9i
De N9i is een 350 meter lange aftakking van de N9c in de plaats Zellik. De weg verloopt over de Noorderlaan.

### N9j
De N9j is een 1 kilometer lange weg in de plaats Zellik. De route loopt over de Raymond Pelgrims de Bigardlaan, die over het knooppunt van de A10 E40 en de R0 E19 gaat.

### N9k
De N9k is een 1 kilometer lange aftakking van de N9 in de plaats Asse. De route loopt over de Rondweg en begint bij het treinstation Asse op de N9, waarna de route na 1 kilometer op een rotonde eindigt.
De weg was bedoeld als omlegging van de N9 om de plaats Asse heen. Deze omlegging is nog niet voltooid waardoor de weg het tijdelijke wegnummer N9k heeft gekregen.

### N9n
De N9n is een onderdeel van de N9 bij de plaats Maldegem op de Brugsesteenweg en Koningin Astridlaan. De weg begint op de Brugsesteenweg waar de Koningin Astridlaan de bocht bij de rotonde van de N498 afsnijd. Op de plek waar de weg vanaf de rotonde bij het afgesneden deel weer bij elkaar komen eindigt de N9n. In feite is de betreffende deel de N9, daar het afgesneden gedeelte geen wegnummer draagt. Dit gedeelte van de Koningin Astridlaan is ook alleen toegankelijk voor bestemmingsverkeer.
De N9n kent een lengte van ongeveer 650 meter.